# Stange Park
Stange Park ist eine 4,7 Hektar große, städtische Grünanlage in Merrill im Lincoln County im US-Bundesstaat Wisconsin. Sie befindet sich im Zentrum der Stadt am Prairie River in der Nähe der Kreuzung von Parkway Drive und der West 3rd Street. Ein kleinerer Teil der Anlage befindet sich an der gegenüberliegenden Seite des Flusses auf einer Landzunge, die über eine Fußgängerbrücke erreicht werden kann und südlich an die 1st Street (Wisconsin Highway 64) grenzt.
Neben einem Schwimmbecken befinden sich dort Baseball- und Tennisplätze, eine Basketballanlage, ein Spielplatz sowie Picknickplätze.
Eine Attraktion ist die River Rat Wood Sculpture, die einen Holzfäller dieser Region darstellt, der Holzstämme für die damals ansässigen acht Sägemühlen sortiert.
Jeden Sommer findet im Stange Park die vom Merrill Chamber of Commerce organisierte Freilichtausstellung künstlerischer Werke „A Very Merrill Affaire“ statt.